# Lyudmyla Yefymenko
Lyudmyla Pylypivna Yefymenko ( en ucraniano: Людмила Пилипівна Єфименко; Kiev, 25 de septiembre de 1951) es una actriz y directora de cine ucraniana. Ha recibido los premios de Artista meritoria de Ucrania, Artista del Pueblo de Ucrania y Orden de la Princesa Olga.

## Educación y primeros años
Yefymenko nació el 25 de septiembre de 1951 en Kiev, de Pylyp y Hanna Yefymenko. Se graduó en la Facultad de Actuación del Universidad Panrusa Guerásimov de Cinematografía en 1972.

## Trayectoria
Desde 1972, Yefymenko trabaja en el Estudio de Cine Dovzhenko en Kiev. Hizo su debut cinematográfico en la película Domicilio al azar y desde entonces ha interpretado más de dos docenas de papeles, incluidos el papel protagonista en la película La leyenda de la Princesa Olga y el de la esposa de Vasyl Kochubey en la película Oración por Hetman Mazepa. 
Yefymenko también escribió y dirigió la película Ave María (1999).
Es integrante de la Asociación Nacional de Cineastas de Ucrania.

## Vida personal
Yefymenko estuvo casada con el director Yuri Ilyenko  y tuvieron dos hijos,  Andriy Ilyenko (nacido en 1987) y Pylyp Ilyenko (nacido el 30 de septiembre de 1977), que es actor de cine, productor y político.  Durante las elecciones parlamentarias ucranianas de 2012, Pylyp ocupó el puesto 122 en la lista electoral de la formación política Svoboda y salió elegido como diputado. Andriy también fue candidato del mismo partido en el distrito electoral de mandato único en el puesto 215.   

## Premios y reconocimientos
Yefymenko ha recibido los títulos de Artista meritoria de Ucrania en 1998 y de Artista del Pueblo de Ucrania en 2008.   El 11 de septiembre de 2021 recibió la Orden de la Princesa Olga de Tercera Clase. 

## Filmografía
Entre sus trabajos destacan: 

### Actriz
- Domicilio al azar
- La leyenda de la Princesa Olga
- Oración por Hetman Mazepa

### Directora
- Ave María (1999)